# Заявитель о коррупции
Заявитель о коррупции — человек, раскрывающий информацию о подозреваемом правонарушении (или возможности совершения такового) лицам или учреждениям, которые имеют возможность предпринять соответствующие действия в отношении такого правонарушения. Ключевым является вопрос обеспечения защиты заявителей от негативных воздействий со стороны тех, относительно кого было сделано заявление.

## Происхождение понятия
Выражение «Заявитель о коррупции» является переводом английского термина «whistleblower». Термин стал широко применяться с начала 1970-х годов с подачи гражданского активиста Ральфа Нэйдера, который стал использовать его вместо слов «доносчик» и «осведомитель», имеющих, также как и в русском языке, резко отрицательную коннотацию. Один из первых законов, защищавших заявителей о коррупции, был принят ещё в 1863 году (1863 United States False Claims Act) во время Гражданской Войны. Закон реализовывал юридическую концепцию qui tam и поощрял граждан делать заявления о коррупции, гарантируя им процент от суммы, полученной государством благодаря раскрытию факта коррупции. Закон также защищал сотрудников от несправедливых увольнений в результате заявлений о коррупции.

## Значение понятия
На сегодняшний день в мировой практике не сформулировано единое определение понятия «заявитель о коррупции», имеющее юридическую силу. Согласно статье 33 Конвенции ООН против коррупции заявитель о коррупции — это лицо, сообщающее о любых фактах, связанных с преступлениями коррупционного характера, признанными таковыми в соответствии с положениями Конвенции.
Заявление о коррупции может быть «внутренним» или «внешним». Под «внутренним» сообщением понимается сообщение о правонарушении во внутреннее подразделение компании или государственного органа (например, в отдел кадров или в юридический отдел).
«Внешнее» сообщение может быть сделано в специальный орган государственной власти, в профсоюзы и в правоохранительные органы. Заявитель о коррупции может также направить сообщение в СМИ или общественные правозащитные организации. В некоторых случаях для сообщений о коррупции существует горячая линия при специальном органе или правоохранительном органе. (Практика горячих линий используется и в некоторых частных компаниях).
Заявителю помимо внешних и внутренних способов заявления должна быть обеспечена возможность обращаться за защитой своих прав в судебные органы. Целью данной защиты является побуждение лиц раскрывать информацию о нарушениях и защищать их от возможных неблагоприятных последствий.
Заявление должно соответствовать следующим принципам:
- обоснованность (наличие веских доказательств совершения неправомерного действия коррупционного характера)
- добросовестность (уверенность заявителя в том, что сообщаемые им сведения правдивы; отсутствие личной выгоды для заявителя)
- официальный и законный способ подачи заявления

Если заявитель уверен в истинности сообщаемых им сведений, ему должна быть предоставлена защита, даже если в процессе расследования выяснится ошибочность его заявления. В некоторых случаях правила предоставления защиты не распространяются на работников спецслужб и военных в связи с тем, что раскрытие ими информации может нанести больше вреда, чем пользы.

## Международные принципы формирования законодательства по защите заявителей о коррупции
Существуют различные подходы к формированию критериев законодательства по защите заявителей. В рекомендациях Совета Европы существует восемь групп принципов создания законодательства, включающих нормативные рамки, каналы сообщений, конфиденциальность, правила действий заявителей, защиту заявителей от негативных действий, сферу охвата законодательства и способность системы на развитие и изменение. Основные требования Совета Европы к законодательству в рамках данных групп принципов: четкое определение правонарушений, заявителей, процедур, обеспечение общедоступных государственных и неправительственных каналов сообщений, конфиденциальности и защиты информации и заявителей.
Организация экономического сотрудничества и развития как и Совет Европы, указывает на необходимость четкого определения сфер охраняемых сообщений, процедур и каналов, созданных для заявлений. Особое внимание уделяется гарантии комплексной и надежной защиты заявителей, выражающейся в точности законодательных формулировок и существованию подотчетных органов по обеспечению полной защиты и расследованию правонарушений и жалоб о негативных действиях со стороны заявителей. Отдельно выделяется наличие информационно-просветительской деятельности о заявлении о коррупции, и оценка эффективности законодательства. Различные подходы были обобщены международной организацией Transparency International На основе лучших практик законодательства по защите прав заявителей и поддержки заявлений о правонарушениях в общественных интересах, а также рекомендациях выше перечисленных организаций был составлен список международных принципов формирования законодательства по защите заявителей. Он состоит из следующих тридцати критериев законодательства:
1. Главным определением в законодательстве является формулировка того, что является заявлением о коррупции
2. Главным принципом формирования законодательства является защита заявителей и раскрытой ими информации
3. Законодательство должно включать широкое определение сферы применения, которая предполагает:
  1. Широкое определение правонарушения
  2. Широкое определение заявителей
  3. Определение принятых оснований для защиты, а именно, честного и разумного убеждения в существовании правонарушения
4. Законодательство должно обеспечивать следующие виды защиты:
  1. Защита заявителей от негативных действий
  2. Сохранение конфиденциальности
  3. Нагрузка на работодателя
  4. Заведомо ложные показания не защищаются
  5. Отказ от ответственности
  6. Право отказаться/прекратить участие в правонарушении
  7. Сохранение и защита прав заявителей
  8. Защита предоставляется и тем заявителям, кто предоставил информацию анонимно
  9. Предоставление персональной защиты
5. Законодательство должно включать главные процедуры для сообщений:
  1. Наличие каналов сообщений на рабочем месте
  2. Возможность сообщений в органы и институты регулирования
  3. Наличие внешних негосударственных каналов сообщений
  4. Наличие инструментов консультирования и раскрытия информации
  5. Защита национальной безопасности и государственных тайн
6. Законодательство должно создавать условия участия заявителя, обеспечивая его поддержку, учитывая следующие пункты:
  1. Широкое определение средств защиты
  2. Справедливое судебное разбирательство
  3. Участие заявителя
  4. Система наград
7. Законодательная структура должна быть открыта и прозрачна, обеспечивая следующее:
  1. Справедливое законодательство
  2. Публикацию информации
  3. Включенность заинтересованных сторон
  4. Обучение процедурам заявления
8. Законодательство должно быть обеспечено государственной защитой:
  1. Заявитель сообщает информацию властям
  2. В случае вмешательства и негативных действий со стороны государства следуют санкции
  3. Законодательство должно развиваться и реформироваться[3]

## Особенности системы заявлений о коррупции в разных странах
В США защита предоставляется только государственным служащим. В Великобритании, Южной Корее, ЮАР и Японии защита предоставляется как государственным служащим, так и работникам частного сектора. В Австралии и Великобритании защита предоставляется как постоянным работникам, так и консультантам, контрагентам, временным и бывшим работникам, стажерам и т. д. В Канаде, США и Южной Корее существует специальный государственный орган, уполномоченный принимать заявления о коррупции, предоставлять защиту и проводить расследования. В Великобритании, ЮАР и Канаде заявитель обязан сделать «внутреннее» заявление о коррупции, прежде чем обращаться во внешний орган. В Великобритании также рекомендуется обращаться с заявлением в СМИ только в крайних случаях. В Канаде и США предусмотрена уголовная ответственность лиц, нарушающих права заявителя о фактах коррупции.
В рамках исследования основанного на случаях лучших законодательных практик, образцовая законодательная система по защите заявителей представлена у США. Наихудшие законодательные основы у Саудовской Аравии и Мексики. Главная проблема законодательства в мире — это обеспечение права анонимных сообщений, статьи, обеспечивающие это право, представлены только у 5 стран (США, Аргентина, Германия, Китай, Австралия).
Практики защиты заявителей о коррупции в странах с наиболее развитыми экономиками анализируются в докладе, подготовленным Transparency International Australia совместно с Мельбурнским университетом и университетом Гриффита и организацией Blueprint for freespeech «Законодательство о защите заявителей в странах Большой Двадцатки. Приоритеты для действий». Исследование представляет собой сравнение законодательства стран с рекомендациями ведущих мировых организаций.

## Вознаграждение заявителей
Возможность выплаты премии заявителю о коррупции стимулирует работников направлять заявления о фактах коррупции. В некоторых странах реализована на практике концепция qui tam предусматривающая возможность предъявления частными лицами исков о возмещении вреда от имени государства. В случае успешного иска и присуждения выплаты ответчиком компенсации ущерба, причиненного коррупционными деянием, истец (как правило, он же заявитель о коррупции) может претендовать на вознаграждение иногда до 30 % от взысканной суммы. На данный момент механизм вознаграждений наиболее отлаженно работает в США. Так, в 2009 году Джон Копчински, взявшим на себя ответственность за заявление, и группа сотрудников одного из крупнейших производителей медикаментов Pfizer получили вознаграждение в 102 миллиона долл. США за сообщение о нелегальном продвижении лекарства против артрита Bextra. В 2012 году анонимный заявитель получил вознаграждение в 2 миллиона долл. США за подтвердившееся предположение о том, что компания Illinois Tool Work использовала мошенническую схему для уклонения от уплаты налогов, в результате которой государственная казна недополучила 383 миллион долл. США.

## Правовая защита заявителей о коррупции в России
Россия является участником Конвенции ООН против коррупции, принятой в Нью Йорке 31 октября 2003 года. Конвенция ратифицирована ФЗ от 08.03.2006 № 40-ФЗ (ст. 32—33). Согласно данному закону Россия обязуется принять Конвенцию за договорно-правовую основу для обеспечения защиты лиц, сообщающих о фактах коррупции.
Однако не все принципы Конвенции учтены в законодательстве РФ. Например, по закону служащий обязан сделать внутреннее или внешнее раскрытие информации, если ему предлагают взятку, но он не обязан сообщить об акте коррупции, совершенном другими лицами в государственном органе, что не соответствует принципам Конвенции. Ещё одно расхождение заключается в том, что КоАП РФ не содержит санкций за применение к заявителю о коррупции негативных мер со стороны руководства в связи с его заявлением, тем временем как в США и Канаде лица, нарушающие права заявителя, несут уголовную ответственность.
Во время Сеульского саммита Большой двадцатки 2010 года Российская Федерация впервые приняла на себя обязательства по разработке системы защиты заявителей о коррупции, однако, фактически они не были выполнены. Отдельные элементы защиты заявителей были введены указом президента в 2013 году, но они не обеспечивают ни независимого рассмотрения дела заявителя в случае применения к нему дисциплинарных взысканий (которые могут быть гонениями и не быть связаны с качеством работы), ни должной защиты со стороны государства.

## Что может стать поводом для заявления о коррупции
Согласно Конвенции:
- Подкуп национальных публичных должностных лиц (ст.15);
- Подкуп иностранных публичных должностных лиц и должностных лиц публичных международных организаций (ст.16);
- Хищение, неправомерное присвоение или иное нецелевое использование имущества публичным должностным лицом (ст.17);
- Злоупотребление влиянием в корыстных целях (ст.18);
- Злоупотребление служебным положением (ст.19);
- Незаконное обогащение (ст.20);
- Подкуп в частном секторе (ст.21);
- Хищение имущества в частном секторе (ст.22);
- Отмывание доходов от преступлений (ст.23);
- Сокрытие (ст.24);
- Воспрепятствование осуществлению правосудия (ст.25) и др. являются поводом для заявления о коррупции.

Однако на сегодняшний день не все деяния, указанные в Конвенции, признаются российским законодательством уголовно наказуемыми. Например, в России отсутствуют законодательные механизмы по признанию незаконным и уголовно наказуемым обогащения публичных должностных лиц в контексте, указанном в статьях Конвенции.